# Groenveld (Venlo)
Het Groenveld (in het Venloos: 't Greunveld) is een buurt in het stadsdeel Venlo in de gelijknamige gemeente Venlo, in de Nederlandse provincie Limburg. De buurt ligt in de wijk Stalberg.
De wijk staat vooral bekend om de vele groenvoorzieningen, Huis Stalberg, Medisch Centrum Groenveld en een aantal locaties van Gilde Opleidingen.

## Trivia
Liedjes waarin de buurt wordt genoemd:
- Al Waat Ik Dink - Jeroen van den Ham en Jos Baggermans (2006/2007)
- Zoemaar veur de Yen - Pinda Wullum